# Забрањено воће (ТВ серија)
Забрањено воће (тур. Aşk-ı memnu) турска је телевизијска серија снимана од 2008. до 2010.
У Србији је емитована 2011. на телевизији Прва.

## Синопсис
Након смрти своје супруге, богати Аднан Зијагил повукао се из друштва и цео живот посветио својој деци, прелепој ћерки Нихан и сину Буленту. У Аднановом животу постоје још неки људи без којих не може замислити свакодневницу - попут дадиље Дениз и несташног нећака Бехлула. Но, мислећи како је његов љубавни живот завршен, Аднанов сусрет с фаталном Бихтер му докаже како у његовом срцу има места за још једну жену. Очаран прелепом и доста млађом Бихтер, Аднан је запроси, а девојка пристане упркос противљењу околине. Бихтер има и своју страну приче. Наиме, одрасла је уз манипулативну и прорачунату мајку Фирдевс, која не преже ни пред чим како би се домогла новца. Управо из тог разлога Бихтер постаје супарница својој мајци која се више од свега хтела удати за моћног Аднана.
Брак између богаташа и лепе девојке покренуће лавину страсти и превара која се тешко може зауставити. Након удаје, Бихтер није размишљала да јој нови укућанин постаје и привлачни Аднанов нећак, Бехлул, који ће у њој пробудити интензивне осећаје. Након што падне у наручје вољеном мушкарцу и превари свог супруга, Бихтер мора рачунати на још једну противницу, своју мајку. Уверена како јој се коначно пружила прилика за освету ћерки, Фирдевс направи све у својој моћи да ожени Бехлула са Аднановом ћерком Нихал, и тако уништи Бихтер сваку прилику за љубав. Између страсти, превара и осветољубиве мајке, Бихтер мора пронаћи начин да врати љубав назад у свој живот.

## Сезоне
| Сезона | Сезона | Број епизода (н) / (и) | Приказивање у Турској                | Приказивање у Србији                                                       |
| ------ | ------ | ---------------------- | ------------------------------------ | -------------------------------------------------------------------------- |
|        | 1      | 38 (1 – 38)            | 4. септембар 2008 — 18. јун 2009. () | 16. мај 2011 — 2011. (Прва) 28. април 2020 — 3. август 2020. (Прва)        |
|        | 2      | 41 (39 – 79)           | 3. септембар 2009 — 24. јун 2010. () | 2011 — 18. децембар 2011. (Прва) 3. август 2020 — 4. децембар 2020. (Прва) |

## Улоге
| Глумац             | Улога            | Епизода        |
| ------------------ | ---------------- | -------------- |
| Берен Сат          | Бихтер Јореоглу  | 1-             |
| Киванч Татлитуг    | Бехлул Хазнедар  | 1-             |
| Селчук Јонтем      | Аднан Зијагил    | 1-             |
| Небахат Чехре      | Фирдевс Јореоглу | 1-             |
| Хазал Каја         | Нихал Зијагил    | 1-             |
| Зерин Текиндор     | Дениз де Куртон  | 1-             |
| Батухан Караџакаја | Булент Зијагил   | 1-             |
| Нур Фетахоглу      | Пејкер Јореоглу  | 1-             |
| Илкер Кизмас       | Нихат Онал       | 1-             |
| Баран Акбулут      | Бешир Ерчи       | 1-             |
| Рана Џабар         | Сулејман         | 1-             |
| Фатма Каранфил     | Шајесте          | 1-             |
| Пелин Ермиш        | Џемиле           | 1-             |
| Еврен Дујал        | Несрин           | 1-             |
| Еда Озеркан        | Елиф Бендер      | 1-             |
| Реџеп Актуг        | Хилми Онал       | 1-             |
| Зерин Нишанџи      | Ајнур Онал       | 1-             |
| Уфук Каплан        | Катја Мелинков   | 1-             |
| Гулсен Тунџер      | Арсен Зијагил    | 3-             |
| Гулизар Ирмак      | Севил            | 2-15           |
| Хајал Косеоглу     | Пелин            | 6-7; 13-14; 18 |
| Мурат Тузџуоглу    | Илхан            | 1; 8-10        |
| Мунир Ача          | Мелих Јореоглу   | 1; 8-9         |
| Олгун Јалчин       | Дениз            | 19-20          |